# 金崎町
金崎町（日语：／ Kanegasaki chō */?）是位於日本岩手縣西南部的町，隸屬於膽澤郡。北上川流經東部邊界並往南流，當地人口則集中在國道4號沿線和金崎車站的周邊地區。金崎町擁有岩手縣內面積最大的工業園區，近年來由於吸引藥品、汽車、半導體等相關產業進駐，人口的移入使當地在谷地、橫道等地區和金崎車站周圍進行住宅用地開發。而當地在對外通勤與就學上較依賴奧州市和北上市。

## 地理
金崎町境內約26.7%的面積被森林與原野覆蓋，31.5%的土地為農業用地。西部坐落著奧羽山脈的駒岳，並與向東邊擴展的沖積扇相連，兩邊的海拔落差達1300公尺以上。北上川和膽澤川分別流經轄區的東部和南部邊界，其中膽澤川在東端注入北上川。

### 氣候
金崎町屬於太平洋側氣候，但鄰近西部奧羽山脈的地區則較屬於日本海側氣候。冬季攜帶潮濕空氣的西北季風為當地帶來大量降雪。

## 歷史
11世紀，統治陸奧國6郡的豪族安倍氏在當地興建鳥海柵作為據點，並且在前九年之役中由安倍貞任之弟安倍宗任鎮守。而鳥海柵的遺跡於近代被指定為日本的史跡。天正19年（1591年），金崎地區成為伊達氏的領地，並陸續由伊達氏的家臣桑折氏和留守氏治理。寬永21年（1644年），金崎地區改由伊達氏一族的大町氏以3千石入主金崎城，並在當地整建城下町。此後金崎地區由大町氏統治至明治初期。而位於町內的諏訪小路地區因保留著江戶時代的武家町（武家屋敷）樣貌，於近代被指定為日本重要傳統的建造物群保存地區。
明治8年（1875年），永德寺村和百岡村合併成永榮村。明治22年（1889年），日本實施町村制，並將境內的西根村和三尻村合併成金崎村。同年永澤村和永榮村野合併成永岡村。大正14年（1925年），金崎村改制成金崎町。昭和30年（1955年）4月1日，金崎町和永岡村合併成現今的金崎町。
2011年3月11日的東日本大震災在金崎町引發震度5強的地震，並造成當地的町役場出現部分毀損和暫時性的停水停電。

## 行政
現任町長高橋寬壽於2022年3月在選舉中當選，其任期將持續至2026年3月。

## 經濟
根據2016年的統計，金崎町的就業人口中有3.5%從事第一級產業，53.4%的就業人口從事第二級產業，其餘的43.1%則從事第三級產業。當地在駒岳以東的沖積扇種植稻米、蔬菜、花卉等農作物，近年來也致力於生產蘆筍。
金崎町内設有岩手縣內面積最大的工業園區，境內的產業群聚主要以藥品、汽車和半導體產業為主，近年來許多和物流、流通與倉儲等相關的產業也陸續入駐當地。相關產業的群聚使金崎町的就業人口中多從事第二級產業，該級產業的生產額也佔當地生產總額的約65%，而2019年當地的製造品出貨總額則在北東北三縣的行政區中排名第五。

## 教育
金崎町内共有5所小學校、1所中學校、1所高等學校和1所大學（岩手縣立農業大學）。根據2019年的統計，境內的小學校共有792名學生，中學校共有426名學生，高等學校則共有217名學生。

## 交通
國道4號和東北自動車道並行穿越金崎町，其中東北自動車道在轄區北邊和北上市的邊界地帶設置金崎交流道。鐵路方面，東日本旅客鐵道的東北本線通過金崎町，並在境內設置六原車站和金崎車站。

## 姐妹城市
金崎町與以下日本行政區為友好城市:
| 市町村 | 都道府縣 | 締結日期       |
| ------ | -------- | -------------- |
| 大衡村 | 宮城縣   | 2016年12月22日 |

金崎町與以下外國城市為友好姐妹城市:
| 國家           | 城市                          | 締結日期  |
| -------------- | ----------------------------- | --------- |
| 中华人民共和国 | 長春市（吉林省）              | 1989年2月 |
| 美国           | 阿默斯特（麻賽諸賽州）        | 1993年    |
| 德国           | 萊訥費爾德-沃爾比斯（圖林根） | 2002年9月 |